# ۳۵۴ (میلادی)
۳۵۴ (میلادی) سیصد و پنجاه و چهارمین سال تقویم میلادی است.

## درگذشتگان
‎